# Palazzo Ricca
Il Palazzo Ricca o Palazzo del Monte dei Poveri è un edificio di valore storico e architettonico di Napoli, ubicato in via dei Tribunali, nei pressi del Castel Capuano.

## Storia e descrizione
Il palazzo venne costruito per volontà del duca Gaspare Ricca nel XVI secolo, forse al posto di un preesistente edificio medievale di minori dimensioni. Nel 1617 venne acquistato dal Monte dei Poveri, ente nato nel 1563, che ne fece la sua sede. Nel 1670 iniziò la costruzione della cappella, arricchita nel corso di vari decenni da opere di Luca Giordano, Francesco Solimena, Domenico Antonio Vaccaro e Paolo Persico. Nel 1769 dei cedimenti delle fondamenta generarono lesioni sulla facciata principale del palazzo in via dei Tribunali; l’architetto Gaetano Barba, incaricato di effettuare i lavori di consolidamento, realizzò una ristrutturazione radicale del complesso. Nel 1819 Ferdinando I di Borbone deliberò che all’interno del Palazzo Ricca fossero collocati gli archivi storici degli otto Banchi Pubblici che in seguito vennero fusi e costituirono il Banco di Napoli.
Il palazzo presenta una pregevole facciata a quattro piani di ispirazione fughiana, caratterizzata dal contrasto tra laterizi e piperni e recante lo stemma del Monte sul timpano della finestra centrale del piano nobile; al centro del basamento si erge un alto portale in piperno. Oltrepassato quest'ultimo, si entra nel cortile rettangolare, in fondo al quale svetta la facciata della cappella con l'orologio in maiolica appostovi da Gaetano Buonocore; mentre a sinistra vi è la scala aperta cinquecentesca dall'unica arcata per livello, non alterata dai grandi rifacimenti settecenteschi, che porta al piano nobile, dove si conservano una serie di volte affrescate da Giacinto Diano, Giuseppe Funaro e Gennaro d'Aveta, e ai piani superiori. Le scale secondarie, invece, si devono a dei disegni di Ferdinando Sanfelice e vennero realizzate per mettere in comunicazione i molteplici ambienti dei piani superiori.
Dopo più di duecento anni dalla decisione di Ferdinando I delle Due Sicilie, il palazzo ospita ancora l'Archivio Storico del Banco di Napoli, il più corposo al mondo, in quanto si articola in più di trecento sale per un totale di ottanta chilometri di scaffalature.

## Galleria d'immagini

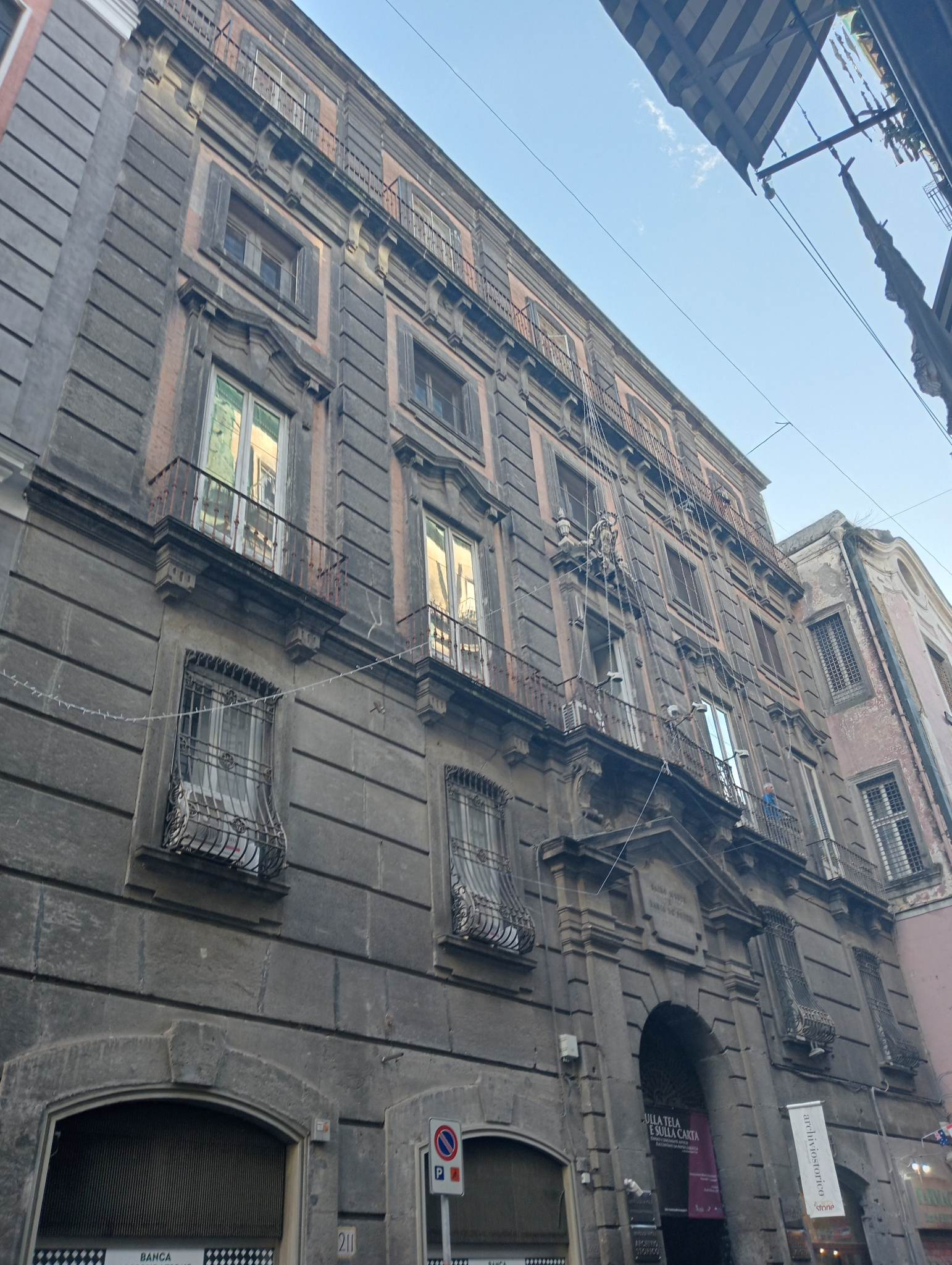
La facciata del palazzo su via dei Tribunali
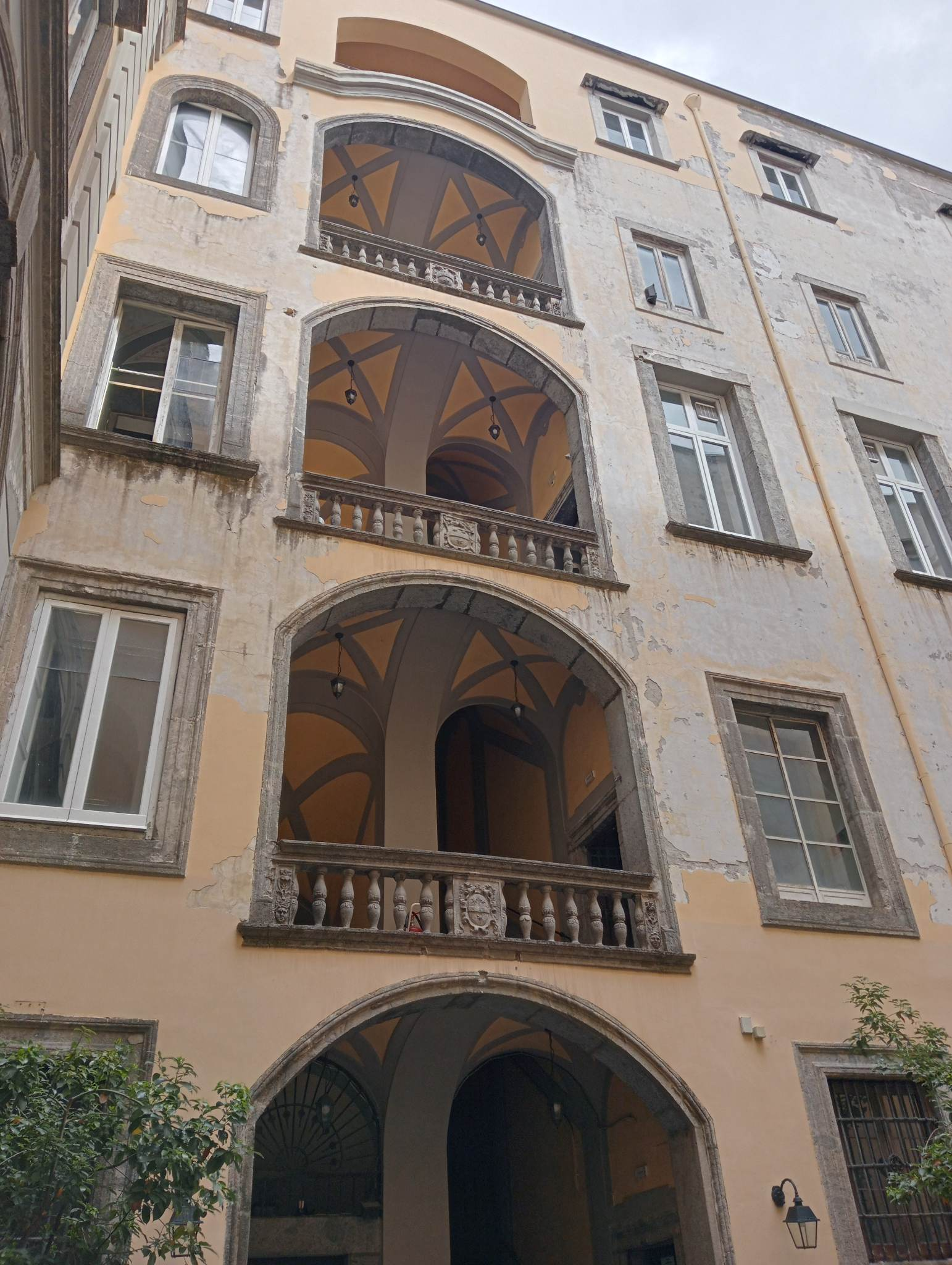
Lo scalone cinquecentesco che si apre sulla parete sinistra del cortile.
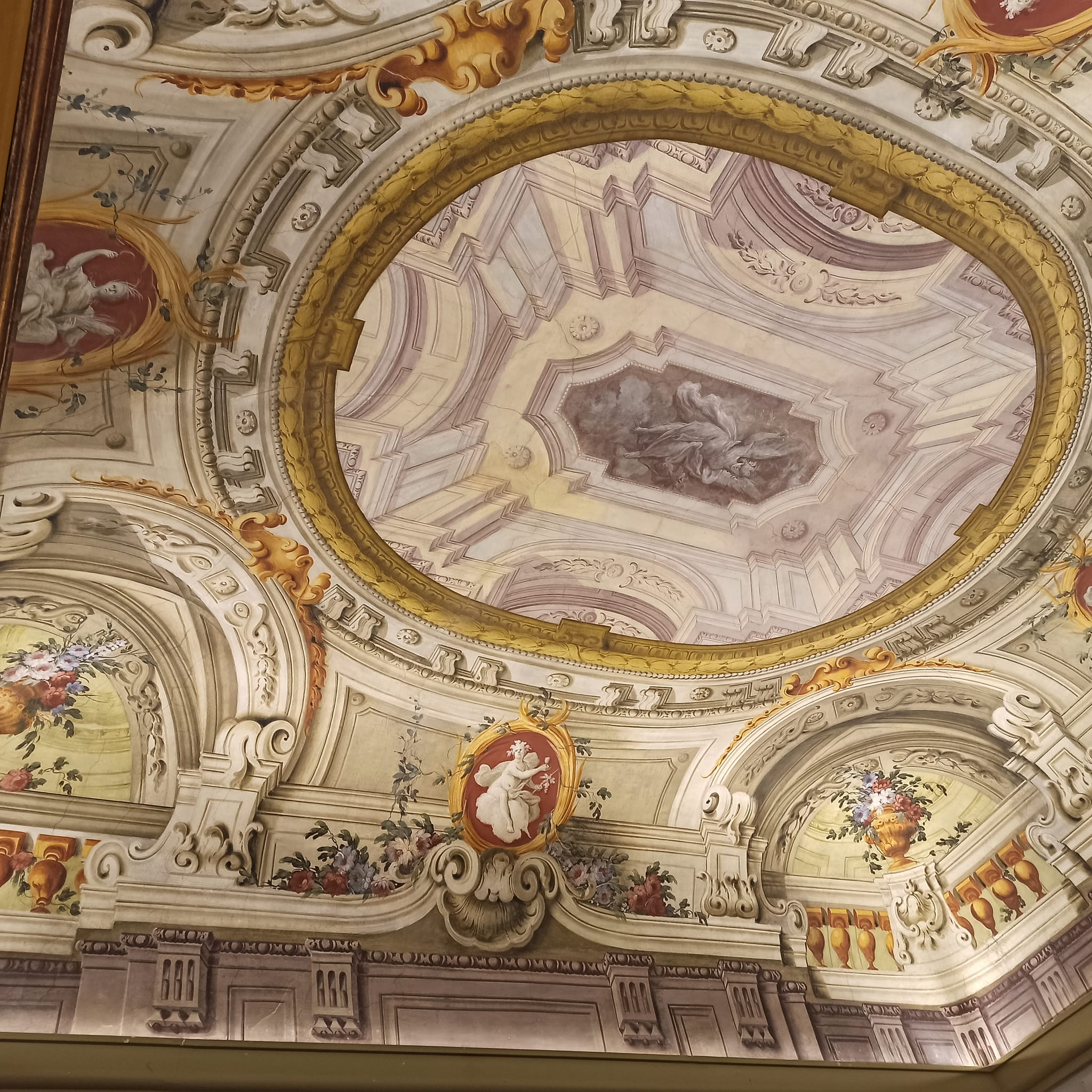
Una delle volte affrescate visibili nel piano nobile.